# خروم
خروم، روستایی از توابع بخش مرکزی شهرستان ماسال در استان گیلان ایران است.

## جمعیت
این روستا در دهستان ماسال قرار دارد و براساس سرشماری مرکز آمار ایران در سال ۱۳۸۵، جمعیت آن ۱۰۹ نفر (۲۶خانوار) بوده‌است.